# Дејловце
Дејловце (мкд. Дејловце) је насеље у Северној Македонији, у североисточном делу државе. Дејловце припада општини Старо Нагоричане.

## Географија
Дејловце је смештено у североисточном делу Северне Македоније. Од најближег града, Куманова, село је удаљено 25 km источно.
Село Дејловце се налази у историјској области Средорек, на западним падинама Германске планине, на око 650 m надморске висине.
Месна клима је планинска због знатне надморске висине.

## Становништво
Дејловце је према последњем попису из 2002. године имало 44 становника.
Огромна већина становништва у насељу су етнички Македонци (100%).
Претежна вероисповест месног становништва је православље.